# Сьоїн-дзукурі

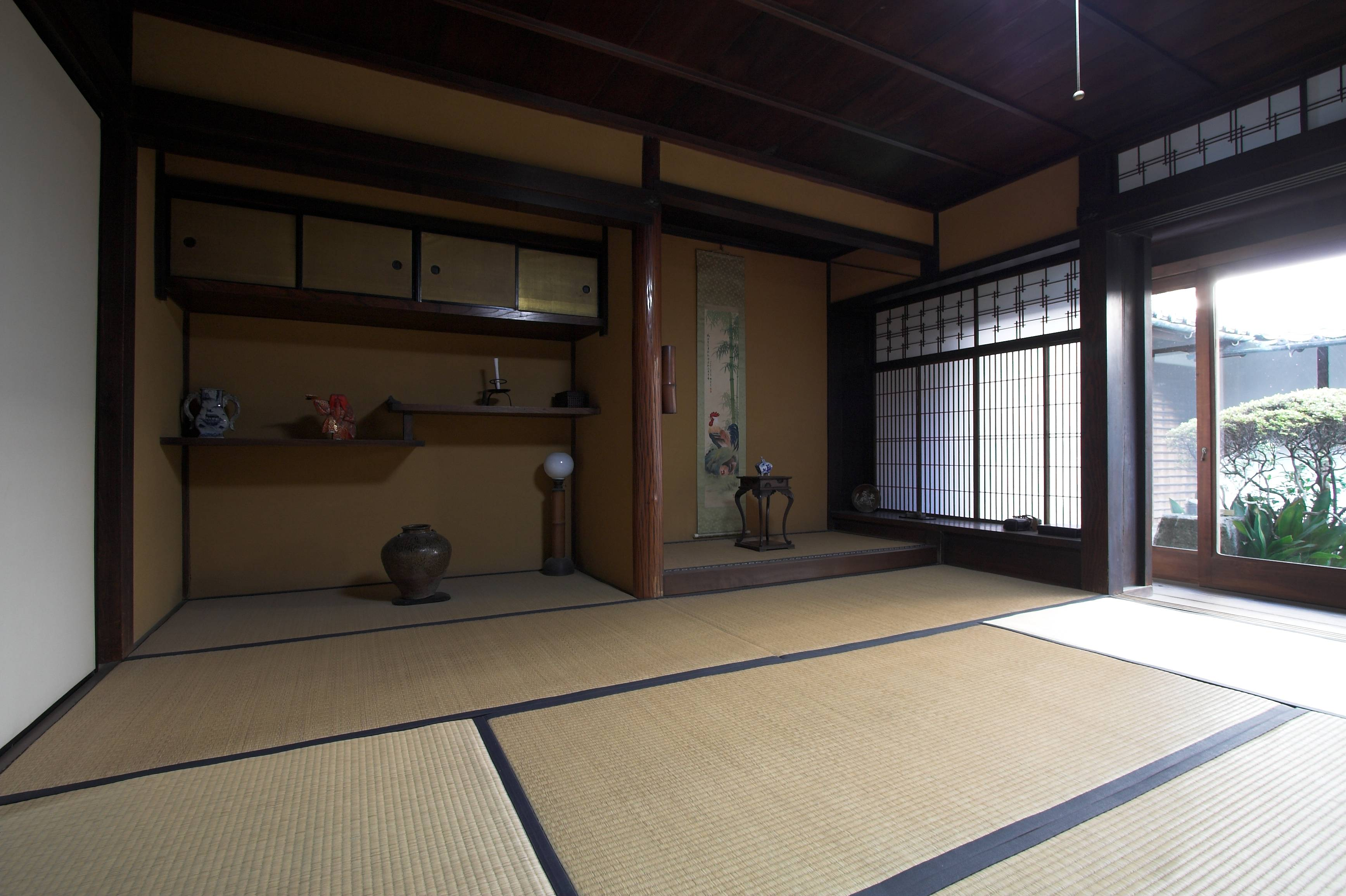
«Кабінетний стиль» оформленя японської кімнати

Сьоїн-дзукурі (яп. 書院造り, しょいんづくり, «кабінетний стиль») — стиль оформлення житлових споруд, особливо кімнат японських самураїв 15 — 16 століття періоду Муроматі. Походить від стилю оформлення робочих кабінетів дзенівських монахів. 
Особливістю стилю є наявність у кімнаті ніші, заглиблення у стіні, що називається «токонома» (床の間), паралельних полиць «тіґаї-дана» (違い棚), що розміщуються по сусідству, підвіконня поруч з нішею і вікна з паперовими віконницями (付け書院). 
Найстарішим зразком цього стилю, що зберігся до сьогодні, вважається кімната Східного храму монастиря Ґінкакудзі, яка служила робочим кабінетом сьоґуна Асікаґи Йосімаси.
Сьогодні більшість японських традиційних кімнат оформлюються у «кабінетному стиль». Він є обов'язковим для чайних, в яких проводять чайну церемонію.